# Distretto di Tul'čyn
Il distretto di Tul'čyn (in ucraino Тульчинський район?) è un distretto nell'oblast' di Vinnycja in Ucraina. Il suo centro amministrativo è la città di Tul'čyn Ha una popolazione di 149 429 abitanti.

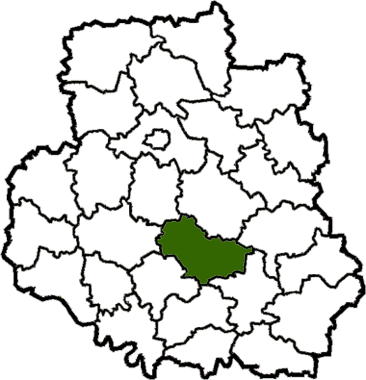
Territorio del distretto prima della riforma amministrativa del 2020

Il 18 luglio 2020, come parte della riforma amministrativa dell'Ucraina, il numero di distretti dell'oblast di Vinnycja è stato ridotto a sei e l'area del distretto di Tul'čyn è stata notevolmente ampliata.